# Балк (Нідерланди)
Балк (нід. Balk, нід. вимова: [ˈbɑl(ə)k]) — село в нідерландській провінції Фрисландія. Входить до муніципалітету Фріске-Маррен. Його населення станом на 2017 рік складало 4090 осіб.

## Галерея

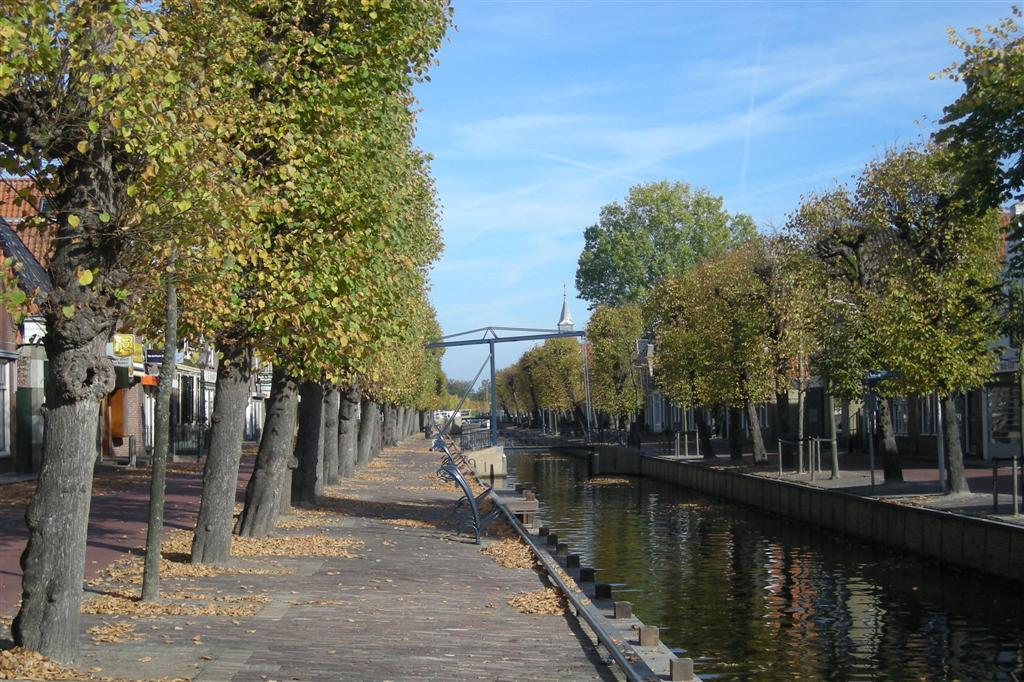
Набережна річки Луц
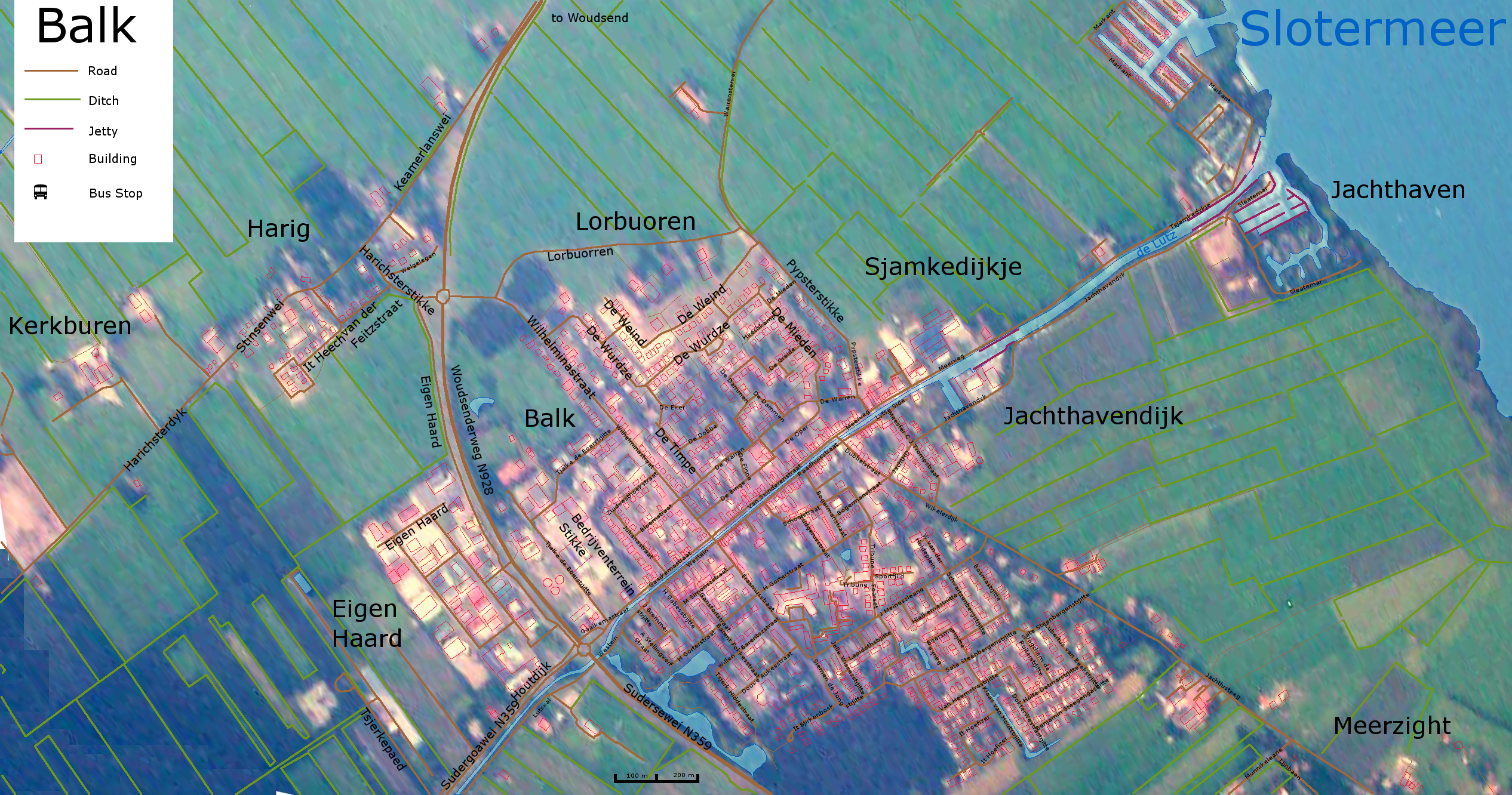
Детальна мапа села